# Pedro António Correia Garção
Pedro António Correia Garção (Lisboa, 1724 - Ibídem, 1772) fue un poeta, dramaturgo y teórico de la literatura portugués. De ascendencia francesa por su madre, estudió en su ciudad natal en el Colegio de los Jesuitas, y posteriormente Derecho en la Universidad de Coímbra, aunque no llegaría a graduarse. En 1750, de vuelta en la capital lusa, contrajo matrimonio con una mujer adinerada. Gozó durante un tiempo de posición acomodada, e incluso de un cargo en la Casa de la India. En 1756, ingresó en la Arcádia Lusitana con el pseudónimo de Corydon Erymantheo. En ella, abogó por un retorno a una poesía sincera, simple y con métrica refinada, oponiéndose con vehemencia al gongorismo y al marinismo. Como poeta y teórico dejó unas Obras Poéticas, cuya primera edición no tendría lugar hasta seis años después de su muerte. Muestra en ellas, claros influjos horacianos, y sobre todo, ideales formales neoclásicos. Comprenden asimismo, dos comedias Asamblea o Partida y Teatro Novo, influidas por la ópera italiana del momento.
Personalmente, su vida pasó por muchos ajetreos, llegando a ser su situación financiera desastrosa hacia 1760. El 9 de abril de 1771, fue detenido, por razones poco claras, por orden del Marqués de Pombal, todopoderoso primer ministro, y murió en la prisión de Limoeiro, tras padecer torturas, y cuando ya su mujer había logrado obtener su puesta en libertad.